# Rocky Carroll
Roscoe "Rocky" Carroll (Cincinnati, Ohio, 8 juli 1963) is een Amerikaans acteur. Hij is bekend door zijn rollen als Joey Emerson in het FOX-comedydrama Roc, als Dr. Keith Wilkes in de serie Chicago Hope en als Leon Vance in de series NCIS, NCIS: Los Angeles en NCIS: New Orleans.
In 1981 beëindigde Carroll succesvol zijn opleiding aan de School for Creative and Performing Arts. Daarna volgde hij nog een opleiding aan The Conservatory of Theatre Arts aan de Webster Universiteit in St. Louis, waar hij een B.F.A. Degree ontving. Hij trouwde op 25 mei 1996 en heeft een dochter.
Carroll vervulde gastrollen in verschillende televisieprogramma's, zoals The Agency, Boston Legal, Family Law, The West Wing, Law & Order en The Game. Hij had rollen in Hollywood-films zoals Born on the Fourth of July, The Ladies Man, Crimson Tide, The Great White Hype, A Prelude to a Kiss, The Chase, Best Laid Plans, Yes Man, ER en Grey's Anatomy.
In het vijfde seizoen van NCIS kreeg Carroll de rol van Assistant Director Leon Vance. Daardoor speelde hij weer samen met een vroegere collega uit de serie Chicago Hope, Mark Harmon.